# Sachi Tainaka
En aquest nom japonès, el cognom és Tainaka.
Sachi Tainaka (タイナカ サチ, Tainaka Sachi, nascuda el 30 d'abril de 1986) és una cantant japonesa que és més coneguda per les seves interpretacions vocals en les obertures de l'anime de Fate/stay night.